# 65 Geminorum
65 Geminorum, eller b Geminorum, är en orange jätte i stjärnbilden Tvillingarna.
65 Geminorum har visuell magnitud +5,01 och är väl synlig för blotta ögat vid normal seeing. Den befinner sig på ett avstånd av ungefär 485 ljusår.